# Parabathyscia emeryi
Parabathyscia emeryi es una especie de escarabajo del género Parabathyscia, familia Leiodidae. Fue descrita por primera vez por René Gabriel Jeannel en 1934.

## Distribución
Esta especie se encuentra en Italia.